# The Silent Command
The Silent Command er en amerikansk stumfilm fra 1923 af J. Gordon Edwards.

## Medvirkende
- Edmund Lowe som Richard Decatur
- Alma Tell som Mrs. Richard Decatur
- Martha Mansfield som Peg Williams
- Betty Jewel som Dolores
- Florence Martin
- Bela Lugosi som Benedict Hisston
- Carl Harbaugh som Menchen